# هيجيكي
هيجيكي (باليابانية: ヒジキ) هي اعشاب بحرية تنمو في بحار شرق آسيا وفي شمال المحيط الأطلسي على عمق ثلاثين مترا وتجنى في فصل الربيع و تجفف.
تتميز باللون البني ويتحول للأسود عند طهيها، كما وتتميز بنكهة و رائحة ثمار البحر القوية.

## استخداماتها
يفضل تناول الهيجيكي كطبق جانبي صغير، وهي شهية الطعم مع الخضر الجذرية أو التوفو المقلي أو المجفف، وتتميز بطعمها اللذيذ عن طهوها مع القمح الكامل المطهو، ويمكن اعداد طبق منعش من السلطة باستخدام الهيجيكي والخضر.

## فوائدها
تحتوي الهيجيكي على أعلى معدل من الكالسيوم 1400 ملغم وأعلى معدل من الحديد 55 ملغم في كل 100 غرام من اعشاب الهيجيكي، كما وتعتبر مصدرا هاما للمعادن والعناصر النادرة بالإضافة إلى فيتامين أ بنسبة 310 وحدة دولية ويحتوي أيضا على فيتامين بي 12 والفوسفات والكاربوهيدرات والالياف وبروتين، ماء نياسين، ريبوفلافين، ثيامين، بوتاسيوم، صوديوم.
السعرات الحرارية = صفر

## المصدر
- طعام المايكروبيوتك الموسع لمريم نور وكمال مزوق (بتصرف).